# Équipe du Tibet de football
Maillots
L'équipe du Tibet de football est une sélection de joueurs professionnels qui est sous l'égide de l'Association nationale de football tibétaine (Tibetan National Football Association). Elle représente les Tibétains. Elle est depuis 2014 membre de la Confédération des associations de football indépendantes. À ce titre, elle participe à ses compétitions internationales, elle termine douzième de la Coupe du monde de football ConIFA 2018. Elle fut membre de la NF-Board de 2006 à 2013.
Cette sélection a disputé plusieurs matches depuis 2001 dans une dizaine de pays. La sélection tibétaine a disputé son premier match international contre le Groenland, match qu'elle a perdu 4-1 au Vanløse stadium. Elle rencontre également des équipes nationales : Le Bhoutan à deux reprises en 2007 et Gibraltar une fois en 2006.

## Histoire

### Début

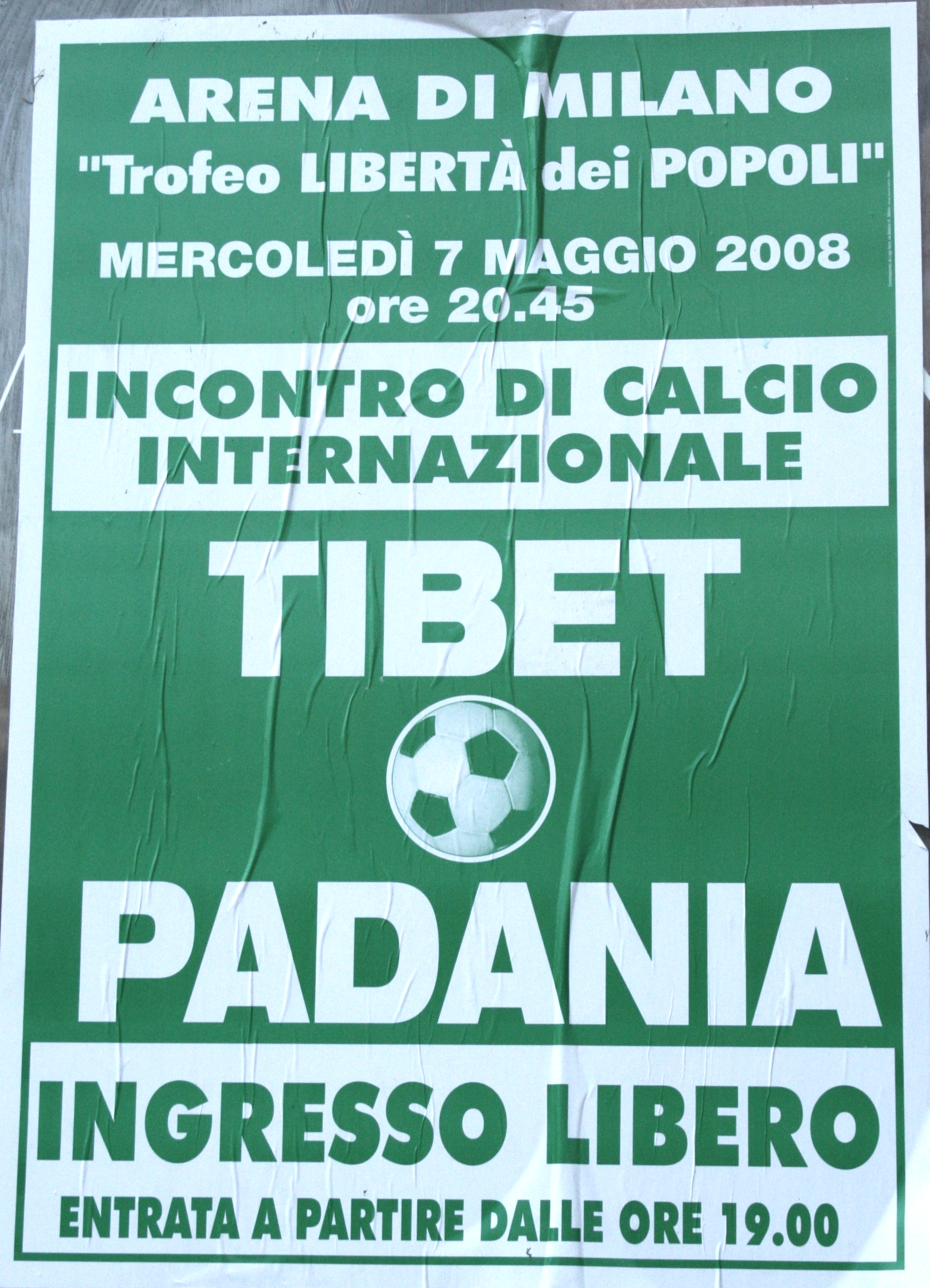
Affiche de la rencontre entre la Padanie et le Tibet

Le Danois Michael Nybrandt, de retour d'un voyage au Tibet en 1997, a l'ambition de devenir le premier entraîneur de l'équipe nationale du Tibet. Il ne s'arrête pas seulement à cet objectif et crée aussi la fédération de ce territoire,.
Par la suite, il recrute une équipe complète, sans expérience. Il convainc ensuite un équipementier, Hummel, de suivre son projet. Deux ans plus tard, c'est l'équipementier néerlandais COPA qui prendra le relais.

### Première rencontre officielle
À partir du 30 juin 2001, le Tibet participe à son premier match officiel dans le stade de Vanløse Idrætspark devant plus de 5 000 spectateurs dans le quartier de Vanløse à Copenhague, Danemark, face à l'équipe du Groenland, le match se termine par la défaite du Tibet, 4 à 1,.

## Période à la NF-Board
Le Tibet rejoint le NF-Board de 2006 à 2013.

### FIFI Wild Cup
Du 29 mai 2006 au 3 juin 2006, le Tibet est invité à participer au tournoi de la FIFI Wild Cup dans la ville de Hambourg en Allemagne. Le Tibet affronte deux équipes et subit 2 défaites.

### Coupe ELF
Le Tibet est invité à Chypre du Nord au tournoi de la Coupe ELF du 19 novembre 2006 au 25 novembre 2006, elle rencontre trois équipes ; cela finira par trois défaites.
Le 29 octobre 2007, dans la ville Gangtok, à Sikkim, en Inde, Tsering Dhondup inscrit à la 74e minutes un but face à IWDFA Manipur (club), victoire du Tibet 1-0.

### Rencontres amicaux face au Bhoutan
Le 31 octobre et le 2 novembre 2007, deux matchs amicaux sont organisés entre le Tibet et le Bhoutan, le premier match finit par un match nul 2-2, le second match se termine par la défaite du Tibet 3 buts à 0.

### Tentative de participation à la VIVA World Cup 2010 et 2012
L'équipe du Tibet de football cherche à participer à la VIVA World Cup 2010, organisé par le NF-Board.
L'équipe nationale de football du Tibet est invité à la VIVA World Cup 2012.

## Tournoi international des peuples, des cultures et des tribus 2013
En 2013, à l’occasion du Tournoi international des peuples, des cultures et des tribus de Marseille, l'équipe du Tibet fait partie du groupe 2 avec le Québec et la Provence, elle finira cinquième en battant le Sahara occidental. Le 23 juin, l'équipe du Tibet est écrasée 21 à 0 par le Québec.

## Intégration à la ConIFA
Au mois d'octobre 2015, le Tibet devient le 29e membre de la ConIFA.

### Coupe du monde de football ConIFA 2018
Pour la première fois de son histoire, la sélection tibétaine participe à la Coupe du monde de football ConifA 2018 en se qualifiant avec la wild card. En 2018, le designer Angelo Trofa, créé un maillot de football Copa pour l'équipe du Tibet de football, y intégrant le drapeau tibétain. L'équipe du Tibet participe à la Coupe du monde de football ConIFA du 31 mai au 9 juin 2018 en Angleterre dans la ville de Londres. La Confédération des associations de football indépendantes (ConIFA) a procédé vendredi 08 décembre dernier à la répartition des pots en préparation du tirage au sort de la phase finale de la Coupe du monde 2018. Le Tibet se retrouve dans le pot 4 avec la Kabylie, le Matabeleland et la Cascadie, qu’elle est donc sûre de ne pas rencontrer au 1er tour. Le tirage au sort de la phase finale de la Coupe du monde de football ConIFA 2018 a lieu le 6 janvier 2018 à 13h à Kyrenia en Chypre du Nord lors de la 5e Assemblée générale annuelle de la ConIFA.
Le Tibet rejoint le groupe B est rencontrera les équipes de l’Abkhazie champion de la Coupe du monde de football ConIFA 2016, de Chypre du Nord finaliste de la Coupe d'Europe de football Conifa 2017/3e lors du dernier mondiale et de la Haute-Hongrie 7e de la Coupe d'Europe de football Conifa 2017, les 3 équipes sont dans le Top 10 du classement ConIFA.

## Parcours dans les compétitions internationales
Sikkim Goveror's Gold Cup
| Année | Lieu | Position            | Match | Victoire | Nul | Défaite | but marqué | but encaissé |
| ----- | ---- | ------------------- | ----- | -------- | --- | ------- | ---------- | ------------ |
| 2003  | Inde | 1er tour            | 1     | 0        | 0   | 1       | 1          | 2            |
| 2004  | Inde | Pré-Quart de finale | 1     | 0        | 0   | 1       | 0          | 3            |
| 2006  | Inde | 1er tour            | 1     | 0        | 0   | 1       | 2          | 4            |
| 2007  | Inde | Pré-Quart de finale | 2     | 1        | 0   | 1       | 1          | 3            |
| 2017  | Inde | Quart de finale     | 1     | 0        | 1   | 0       | 0          | 0            |

Coupe ELF,,,
| Année | Lieu           | Position | Match | Victoire | Nul | Défaite | but marqué | but encaissé |
| ----- | -------------- | -------- | ----- | -------- | --- | ------- | ---------- | ------------ |
| 2006, | Chypre du Nord | 8e       | 3     | 0        | 0   | 3       | 0          | 14           |

FIFI Wild Cup,
| Année | Lieu      | Position | Match | Victoire | Nul | Défaite | but marqué | but encaissé |
| ----- | --------- | -------- | ----- | -------- | --- | ------- | ---------- | ------------ |
| 2006  | Allemagne | 6e       | 2     | 0        | 0   | 2       | 0          | 12           |

Tournoi international des peuples, cultures et tribus
| Année | Lieu   | Position | Match | Victoire | Nul | Défaite | but marqué | but encaissé |
| ----- | ------ | -------- | ----- | -------- | --- | ------- | ---------- | ------------ |
| 2013  | France | 5e       | 3     | 1        | 0   | 2       | 12         | 45           |

Coupe du monde de football ConIFA
| Année                                                        | Lieu       | Position | Match | Victoire | Nul | Défaite | but marqué | but encaissé |
| ------------------------------------------------------------ | ---------- | -------- | ----- | -------- | --- | ------- | ---------- | ------------ |
| Ne participe pas aux éditions de 2014 Suède et 2016 Abkhazie |            |          |       |          |     |         |            |              |
| 2018                                                         | Angleterre | 12e      | 5     | 0        | 1   | 4       | 4          | 20           |
| 2024                                                         | -          | -        | -     | -        | -   | -       | -          | -            |

Coupe d'Asie de football ConIFA
| Année | Lieu       | Position | Match | Victoire | Nul | Défaite | but marqué | but encaissé |
| ----- | ---------- | -------- | ----- | -------- | --- | ------- | ---------- | ------------ |
| 2023  | Portugal   | 3e       | 2     | 0        | 0   | 2       | 5          | 8            |
| 2025  | Angleterre | 3e       | 2     | 0        | 0   | 2       | 4          | 10           |

## Rencontres

### Matches internationaux
Le tableau suivant liste les rencontres de l'Équipe du Tibet de football,
| No | Date               | Lieu                                                 | Tibet | Adversaire                  | Score  | Compétition                                                   | Buteur(s) pour le Tibet                                                                  | Buteur(s) pour l'adversaire | Rapport      |
| -- | ------------------ | ---------------------------------------------------- | ----- | --------------------------- | ------ | ------------------------------------------------------------- | ---------------------------------------------------------------------------------------- | --- | ------------ |
| 1  | 30 juin 2001       | Vanløse, Copenhague Danemark                         | Tibet | Groenland                   | P 1-4  | Amical                                                        | Lobsang Norbu                                                                            | | (Rapport)    |
| 2  | 14 juillet 2001    | Fribourg-en-Brisgau Allemagne                        | Tibet | Monaco                      | P 1-2  | Amical                                                        |                                                                                          | | (Rapport)    |
| 3  | 10 octobre 2003    | Paljor Stadium, Gangtok, Inde                        | Tibet | Sikkim                      | P 1-2  | Amical                                                        |                                                                                          | | (Rapport)    |
| 4  | 30 mai 2006        | Millerntor-Stadion, Hambourg, Allemagne              | Tibet | République de St. Pauli     | P 0-7  | FIFI Wild Cup                                                 |                                                                                          | ? Abdul Yilmaz, ? Hakan Demirci, Dennis Daube | (Rapport)    |
| 5  | 31 mai 2006        | Millerntor-Stadion, Hambourg, Allemagne              | Tibet | Gibraltar                   | P 0-5  | FIFI Wild Cup                                                 |                                                                                          | | (Rapport)    |
| 6  | 19 novembre 2006   | Zafer Stadium, Güzelyurt, Chypre du Nord             | Tibet | Tadjikistan                 | P 0-3  | Coupe ELF                                                     |                                                                                          | 59e 67e Daler Aknazarov, 65e Firdavs Faizullaev | (Rapport)    |
| 7  | 20 novembre 2006   | Zafer Stadium, Güzelyurt, Chypre du Nord             | Tibet | Tatars de Crimée            | P 0-1  | Coupe ELF                                                     |                                                                                          | 41e Arsen Ablâmetov | (Rapport)    |
| 8  | 21 novembre 2006   | Dr.Fazil Kucuk Stadium, Famagouste, Chypre du Nord   | Tibet | Chypre du Nord              | P 0-10 | Coupe ELF                                                     |                                                                                          | 13e 30e 37e Hamis Çakır, 14e 24e 43e Ediz Çukurovalı, 17e 29e Sabri Selden, 54e Atkun Arıkbuka, 77e Yasin Kansu                                                    | (Rapport)    |
| 9  | 31 octobre 2007    | Gangtok, Sikkim, Inde                                | Tibet | Bhoutan                     | N 2-2  | Amical                                                        | Sonam Rinchen , Tsering Dhondup                                                          | | (Rapport)    |
| 10 | 2 novembre 2007    | Gangtok, Sikkim, Inde                                | Tibet | Bhoutan                     | P 0-3  | Amical                                                        |                                                                                          | 27e Gyeltshen, 38e 61e Wangay Dorje | (Rapport)    |
| 11 | 7 mai 2008         | Milan, Lombardie, Italie                             | Tibet | Padanie                     | P 2-13 | Amical                                                        |                                                                                          | | (Rapport)    |
| 12 | 23 juin 2013       | Marseille, France                                    | Tibet | Québec                      | P 0-21 | Tournoi international des peuples, des cultures et des tribus |                                                                                          | Durnik Jean , Reda Agourram , Cédric Carrier 24e , Gabriel Moreau , Pascal Aoun , Jean-Louis Bessé 76e , Renaud Lefèvre , Fabrice Lassonde 37e, Nicolas Lesage 77e | (Rapport)    |
| 13 | 24 juin 2013       | Marseille, France                                    | Tibet | Provence                    | P 0-22 | Tournoi international des peuples, des cultures et des tribus |                                                                                          | | [ (Rapport)] |
| 14 | 25 juin 2013       | Marseille, France                                    | Tibet | Sahara Occidental           | V 12-2 | Tournoi international des peuples, des cultures et des tribus |                                                                                          | | (Rapport)    |
| 15 | 31 mai 2018        | Queen Elizabeth II Stadium, Enfield Town, Angleterre | Tibet | Abkhazie                    | P 0-3  | Coupe du monde de football ConIFA 2018                        |                                                                                          | Ruslan Akhvlediani (en) 15e, Dmitri Maskayev (en) 61e, Ruslan Shoniya 77e                                                                                          | (Rapport)    |
| 16 | 2 juin 2018        | Queen Elizabeth II Stadium, Enfield Town, Angleterre | Tibet | Chypre du Nord              | P 1-3  | Coupe du monde de football ConIFA 2018                        | 38e Kalsang Topgyal                                                                      | Halil Turan 2e 67e, Ugur Gök 73e | (Rapport)    |
| 17 | 3 juin 2018        | Large Lane, Bracknell, Angleterre                    | Tibet | Karpatalya                  | P 1-5  | Coupe du monde de football ConIFA 2018                        | 73e Pema Lhundup                                                                         | Zsolt Gajdos (en) 2e, György Sándor (footballer) (en) 36e, Ronald Takács (en) 41e 77e, Alex Svedjuk 75e                                                            | (Rapport)    |
| 18 | 5 juin 2018        | Hayes Lane (en), Bromley, Angleterre                 | Tibet | Sélection Turque de Londres | P 0-4  | Coupe du monde de football ConIFA 2018                        |                                                                                          | Hassan Nalbant · Ali Uyar Avci | (Rapport)    |
| 19 | 7 juin 2018        | Queen Elizabeth II Stadium, Enfield Town, Angleterre | Tibet | Kabylie                     | P 1-8  | Coupe du monde de football ConIFA 2018                        | Kalsang Topgyal 43e                                                                      | 25e 74e 77e 87e Sami Boudia · 45e Ilyas Hadid · 59e 51e Enzo Mezaib · 81e Nadjim Bouabbas                                                                          | (Rapport)    |
| 20 | 9 juin 2018        | St Paul's Sports Ground, Rotherhithe, Angleterre     | Tibet | Coréens Unies au Japon      | N 1-1  | Coupe du monde de football ConIFA 2018                        | Tenzin Yougyal 20e                                                                       | 84e (csc) Tenzin Gelek | (Rapport)    |
| 21 | 5 août 2023        | Alcochete, Portugal                                  | Tibet | Hmong                       | P 4-5  | Coupe d'Asie de football ConIFA 2023                          | 23e Pema Lhundup, 55e (pen.) Pema Norbu, 65e Tenzin Thabkhe, 90+4e (pen.) Tenzin Thardoe | 1re Nathan Moua, 5e (pen.) Ayden Lee, 33e 40e (pen.) Matt Lee, 36e Alex Fernandez                                                                                  | (Rapport)    |
| 22 | 6 août 2023        | Alcochete, Portugal                                  | Tibet | Tamil Eelam                 | P 1-3  | Coupe d'Asie de football ConIFA 2023                          | 61e (pen.) Kunphel Sinha                                                                 | 4e S. Nirunthan, 14e U. Senthuran, 66e (pen.) P. Agashan | (Rapport)    |
| 23 | 18 août 2023       | Sportpark De Verademing, La Haye, Pays-Bas           | Tibet | Papouasie occidentale       | P 2-5  | Amical                                                        |                                                                                          | | [ (Rapport)] |
| 24 | 4 septembre 2023   | Ladakh, Inde                                         | Tibet | Delhi FC (en)               | P 2-4  | Climate Cup 2023                                              |                                                                                          | | (Rapport)    |
| 25 | 8 septembre 2023   | Ladakh, Inde                                         | Tibet | Delhi FC (en)               | P 0-6  | Climate Cup 2023                                              |                                                                                          | | (Rapport)    |
| 26 | 1er septembre 2024 | Ladakh, Inde                                         | Tibet | North East United FC        | P 0-1  | Climate Cup 2024                                              |                                                                                          | | (Rapport)    |
| 27 | 3 septembre 2024   | Ladakh, Inde                                         | Tibet | Ladakh FC                   | P 0-3  | Climate Cup 2024                                              |                                                                                          | | (Rapport)    |

### Matchs d'exhibitions et amicaux
Matchs d'exhibition de 1999 à 2023.
| Date            | Lieu                                      | Adversaire                     | Score  |
| --------------- | ----------------------------------------- | ------------------------------ | ------ |
| 12 juin 1999    | Bologne, Italie                           | Dynamo Rock                    | 5 - 3  |
| 2001            | Hogin, Suisse                             | Équipe des Tibétains de suisse | 3 - 1  |
| 2003            | New Delhi, Inde                           | Shastri FC                     | 4 - 1  |
| 2003            | Danemark                                  | All Star Hummel Aarthus        | 4 - 8  |
| 2004            | Namchi, Sikkim, Inde                      | Assam électrique Board (club)  | 0 - 3  |
| 2006            | Namchi, Sikkim, Inde                      | Assam Oil (club)               | 0 - 1  |
| 2006            | Gangtok, Sikkim, Inde                     | Sikkim Arms Force (club)       | 2 - 4  |
| 2007            | Namchi, Sikkim, Inde                      | CRPF Jalandar                  | 1 - 2  |
| 4 août 2007     | Kirori Mal College, New Delhi, Inde       | Delhi XI                       | 6 - 0  |
| 29 octobre 2007 | Gangtok, Sikkim, Inde                     | IWDFA Manipur (club)           | 1 - 0  |
| 17 avril 2008   | Maassluis, Hollande-Méridionale, Pays-Bas | VDL-Maassluis                  | 0 - 5, |
| 19 avril 2008   | Breda, Brabant-Septentrional, Pays-Bas    | JEKA Breda                     | 1 - 1  |
| 2008            | Reggio, Italie                            | Reggio                         | 2 - 1  |
| 2008            | Jona, Suisse                              | Équipe des célébrités Suisse   | 9 - 2  |
| 2008            | Vienne, Autriche                          | Kult Klub Weimer Victoria      | 1 - 3  |
| 3 mai 2008      | Vienne, Autriche                          | FC Stadian                     | 1 - 6  |
| 2008            | Vienne, Autriche                          | Journalistes Sportives         | 0 - 0  |
| 2010            | Inde                                      | Armée d'Inde                   | 11 - 0 |
| 2010            | Inde                                      | Police Uttarakland             | 0 - 1  |
| 2010            | Inde                                      | District Kangra                | 3 - 0  |
| 2013            | Inde                                      | Himachal                       | 3 - 0  |
| 2013            | Dehradun, Inde                            | Académie Garwal                | 0 - 0  |
| 2013            | Dharamsala, Inde                          | Himachal                       | 0 - 3  |
| 2014            | Dharamsala, Inde                          | City Young of Dehradun (club)  | 5 - 0  |
| 27 octobre 2016 | Dharamsala, Inde                          | Sai Football Academy           | 3 - 1  |
| 11 octobre 2017 | Gangtok, Sikkim, Inde                     | Mohun Bagan                    | 0 - 1  |
| 13 août 2023    | Paris, France                             | Yak Boyz Paris                 | 5 - 0  |
| 14 août 2023    | Clichy, France                            | Union Sportive Football Club   | 2 - 2  |
| 16 août 2023    | Clichy, France                            | St Patrick’s Collage           | 3 - 3  |
| 20 août 2023    | Anvers, Belgique                          | C-19 Nepali FC Belgium         | 5 - 2  |

### Équipes rencontrées
| Adversaire                  | Joués | Victoires | Matchs nuls | Défaites | Buts pour | Buts contre |
| --------------------------- | ----- | --------- | ----------- | -------- | --------- | ----------- |
| Bhoutan                     | 2     | 0         | 1           | 1        | 2         | 5           |
| Chypre du Nord              | 2     | 0         | 0           | 2        | 1         | 13          |
| Gibraltar                   | 1     | 0         | 0           | 1        | 0         | 5           |
| Tadjikistan                 | 1     | 0         | 0           | 1        | 0         | 3           |
| Monaco                      | 1     | 0         | 0           | 1        | 1         | 2           |
| Groenland                   | 1     | 0         | 0           | 1        | 1         | 4           |
| Québec                      | 1     | 0         | 0           | 1        | 0         | 21          |
| Îlam tamoul                 | 1     | 0         | 0           | 1        | 1         | 3           |
| Hmong                       | 1     | 0         | 0           | 1        | 4         | 5           |
| Padanie                     | 1     | 0         | 0           | 1        | 2         | 13          |
| Sahara occidental           | 1     | 1         | 0           | 0        | 12        | 2           |
| Sikkim                      | 1     | 0         | 0           | 1        | 1         | 2           |
| Tatars de Crimée            | 1     | 0         | 0           | 1        | 0         | 1           |
| Provence                    | 1     | 0         | 0           | 1        | 0         | 22          |
| République de St. Pauli     | 1     | 0         | 0           | 1        | 0         | 7           |
| Abkhazie                    | 1     | 0         | 0           | 1        | 0         | 3           |
| Karpatalya                  | 1     | 0         | 0           | 1        | 1         | 5           |
| Kabylie                     | 1     | 0         | 0           | 1        | 1         | 8           |
| Coréens Unies au Japon      | 1     | 0         | 1           | 0        | 1         | 1           |
| Papouasie occidentale       | 1     | 0         | 0           | 1        | 2         | 5           |
| Sélection Turque de Londres | 1     | 0         | 0           | 1        | 0         | 4           |
| Adversaires divers          | 34    | 14        | 5           | 15       | 82        | 67          |
| Total                       | 57    | 15        | 7           | 35       | 112       | 201         |

## Personnalités de l'équipe du Tibet de football

### Effectifs
| Sélection 2001 - Gardiens de but : - Tamding Tsering - Tenzin Namgyal - Tsering Wangchuk - Défenseurs : - Lobsang Wangyal - Gonpo Dorjee - Kunchok Dorjee - Passang Phuntsok - Ngawang Tenzin - Dawa Tsering - Dorjee Tsering - Milieux de terrain : - Tsering Dhundup - Tsering Chonjor - Tenzin Dhargyal - Nyima Gyalpo - Dorjee Wangchuk - Attaquants : - Tashi Tsering - Karma Yeshi - Tseten Namgyal - Lobsang Norbu - Sonam Rinchen - Tenzin Tsering - Tenzin Tshepel | Sélection 2014 - Gardiens de but : - Tenzin Samdup - Tenzin Richen - Défenseurs : - Tenzin Kunchok - Dawa Tashi - Sonam Topgyal - Karma N Samdup - Nyima Dhondup - Tashi Dhondup - Milieux de terrain : - Tenzin Wangjor - Kunga Dakpa - Phurba Tsering - Phuntsok Dorjee - Attaquants : - Jigme Norbu - Tenzin Dhondup - Tenzin Tharchen - Palchen Tsering - Sonam - Ngawang | \| Tibet 2018[45],[46],[47],[48],[49] \| Tibet 2018[45],[46],[47],[48],[49] \| \| Club \| Nom \| \| ---------------------------------- \| ---------------------------------- \| \| Gardien \| \| \| DYSA Mundgod \| Tenzin Samdup \| \| German Football Academy \| Sangye Gyatso \| \| Défenseur \| \| \| Pas de club \| Tenzin Choepak \| \| Zum Schneider FC 03 \| Tenzin Yougyal \| \| DYSA Mundgod \| Tenzin Bhakdo \| \| Pas de club \| Sangye Gyatso \| \| Pas de club \| Dawa Tashi \| \| Pas de club \| Tenzingh Dhonden Bhutia \| \| Pas de club \| Tenzin Gelek \| \| Shillong United \| Tenzin Dhondup \| \| Milieu de terrain \| \| \| George Brown College (en) \| Kelsang Phuntsok Lungkara \| \| Pas de club \| Karma Tsewang (en) \| \| Pas de club \| Ruden Tshering Tashi Dorjee Bhutia \| \| Pas de club \| Thupten Tsering Sangatsang \| \| Pas de club \| B.K Narayan \| \| Pas de club \| Tenzin Loedup \| \| Attaquant \| \| \| TDL FC \| Tenzin Thardoe \| \| Rabgayling FC \| Tenzin Tsering \| \| Gulladhalla FC \| Kalsang Topgyal \| \| Gangtok FC \| Pema Lhundup Sherpa \| \| Pas de club \| Tsering Chomphel \| \| Gangtok FC \| Tashi Samphel \| \| Dhondupling FC \| Tenzin Norbu Tekhang \| \| Staff \| Nom \| \| Sélectionneur \| Penpa Tsering \| |
| Tibet 2018, | | |
| Club | Nom | |
| Gardien | | |
| DYSA Mundgod | Tenzin Samdup | |
| German Football Academy | Sangye Gyatso | |
| Défenseur | | |
| Pas de club | Tenzin Choepak | |
| Zum Schneider FC 03 | Tenzin Yougyal | |
| DYSA Mundgod | Tenzin Bhakdo | |
| Pas de club | Sangye Gyatso | |
| Pas de club | Dawa Tashi | |
| Pas de club | Tenzingh Dhonden Bhutia | |
| Pas de club | Tenzin Gelek | |
| Shillong United | Tenzin Dhondup | |
| Milieu de terrain | | |
| George Brown College (en) | Kelsang Phuntsok Lungkara | |
| Pas de club | Karma Tsewang (en) | |
| Pas de club | Ruden Tshering Tashi Dorjee Bhutia | |
| Pas de club | Thupten Tsering Sangatsang | |
| Pas de club | B.K Narayan | |
| Pas de club | Tenzin Loedup | |
| Attaquant | | |
| TDL FC | Tenzin Thardoe | |
| Rabgayling FC | Tenzin Tsering | |
| Gulladhalla FC | Kalsang Topgyal | |
| Gangtok FC | Pema Lhundup Sherpa | |
| Pas de club | Tsering Chomphel | |
| Gangtok FC | Tashi Samphel | |
| Dhondupling FC | Tenzin Norbu Tekhang | |
| Staff | Nom | |
| Sélectionneur | Penpa Tsering | |

### Sélectionneurs de l'Équipe du Tibet de football
| Sélectionneur                    | Période         | Matchs | Gagnés | Nuls | Perdus | Gagnés % |
| -------------------------------- | --------------- | ------ | ------ | ---- | ------ | -------- |
| Lobsang Tenzin                   | 1999            | 1      | 0      | 0    | 0      | 100      |
| Karma T. Ngodup Michael Nybrandt | 2001            | 3      | 1      | 0    | 2      | 33.33    |
| Thuptan Choephel                 | 2003            | 2      | 1      | 0    | 1      | 50       |
| Phuntsok Dorjee                  | 2003            | 1      | 0      | 0    | 1      | 0        |
| Kalsang Dhondup                  | 2004            | 1      | 0      | 0    | 1      | 0        |
| Ajay Sood DC Phuntsko Namgyal    | 2005            | -      | -      | -    | -      | -        |
| Jigme Dorjee                     | 2006            | 7      | 0      | 0    | 7      | 0        |
| Samuel Isa                       | 2014            | 1      | 1      | 0    | 0      | 100      |
| Penpa Tsering                    | 2016 - 2018     | 8      | 1      | 1    | 6      | 12.5     |
| Gompo Dorjee                     | 2023 - en cours | 11     | 2      | 2    | 7      | 28,57    |
| Totals                           | Totals          | 57     | 15     | 7    | 35     | 28,30    |

### Secrétaires général de l'Association nationale de football tibétaine
| N° | Nom             | Période       |
| -- | --------------- | ------------- |
| 1  | Kelsang Dhondup | 2001-2017     |
| 2  | Passang Dorjee  | 2017-en cours |

## Maillots par année
| 2001 | 2012 | 2013 | 2014 | 2016 | 2017 | 2018 |